# Raparna minima
Raparna minima är en fjärilsart som beskrevs av W. Warren och Rothschild 1905. Raparna minima ingår i släktet Raparna och familjen nattflyn. Inga underarter finns listade.